# Проходы (Волынская область)
Проходы (укр. Проходи) — село в Любешовской поселковой общине Камень-Каширского района Волынской области Украины.
До 2020 года входило в Любешовский район.
Код КОАТУУ — 0723182803. Население по переписи 2001 года составляет 467 человек. Почтовый индекс — 44210. Телефонный код — 3362. Занимает площадь 820 км².
По преданию старожилов село Проходы было основано в 1751 Название села пошло от того, что здесь было низко стояла вода. Когда шведы напали на Курень, они через это болото прорубили одну дорогу, то есть проход, поэтому от этого и пошло название села Проходы.
Не в тридевятом царстве — государство,
```

```

 Не за морями и горами
```

```

 А за Волынью на Полесье
```

```

 Прадед наш сделал проход на опушке
```

```

 Прошли годы, прошли века
```

```

 Но с тех пор и до настоящего времени
```

```

 Там где звезды падают в рожь,
```

```

 Стоит будто в сказке
```

```

 Колдовское село Проходы